# Ochlodes brahma
Ochlodes brahma is een vlinder uit de familie van de dikkopjes (Hesperiidae). De wetenschappelijke naam van de soort is voor het eerst geldig gepubliceerd in 1878 door Frederic Moore.